# Midnight Family
Pour les articles homonymes, voir Midnight.
Pour plus de détails, voir Fiche technique et Distribution.
Midgnight Family est un film documentaire mexicain, écrit et réalisé par Luke Lorentzen, sorti en 2019. Il décrit le quotidien de la famille Ochoa (Fer Ochoa, Josue Ochoa et Juan Ochoa) qui pilote un service d'ambulance privée dans la ville de Mexico,.

## Synopsis
Midnight Family dépeint l'écosystème frénétique des urgences nocturnes de la ville de Mexico. La famille Ochoa tente chaque nuit, au volant de leur ambulance lancée à pleine vitesse, d'être la première à répondre aux patients gravement blessés. 
Dans une ville où le gouvernement ne gère que 45 ambulances d'urgence pour une population de plus de neuf millions d'habitants, la famille agit comme un radeau de sauvetage, non enregistré et à la limite de l'illégalité. Leur chemin est criblé de pots-de-vin de la police et entravé par une concurrence acharnée. 
Une histoire sous-textuelle émerge, celle d'une famille et d'une société écrasées par une profonde contrainte financière et une morale qui découle d'une pratique éthiquement douteuse : se faire de l'argent sur le dos de patients dans une situation désespérée.